# 1879

## Esdeveniments
Països Catalans
- 10 de febrer, Barcelona: Comença a publicar-se el diari El Diluvio, transformació del que havia estat fins aleshores el diari El Telégrafo.[1]
- 1 de maig, Barcelona: el Diari Català publica el seu prospecte, el recull de punts on s'exposaven els seus ideals, tres dies més tard (4 de maig) publica el primer número.[2]
- 28 d'abril, Barcelona: Estrena de Gala Placidia, d'Àngel Guimerà, al Teatre Principal, en sessió privada.[3]
- 8 de maig, Barcelona: S'estrena al Teatre Novetats Gal·la Placídia, d'Àngel Guimerà.[4]

Resta del món
- 9 de gener, Xile: s'hi promulga la llei d'educació secundària, que disposa que hi ha d'haver almenys un liceu a cada província.
- 3 d'abril, Països Baixos: Abraham Kuyper hi funda el Partit Antirevolucionari.
- 2 de maig, Madrid, Espanya: Pablo Iglesias impulsa la fundació del Partido Socialista Obrero Español.[5]

## Naixements
Països Catalans
- 7 de març - Barcelona: Joan Ventosa i Calvell, polític i economista català[6]
- 11 de març - Sabadell: Joan Sallent i Prat, impressor català.
- 3 d'abril - Girona: Tomàs Carreras i Artau va ser un filòsof, etnòleg i polític català[6]
- 15 de maig - Sant Feliu de Guíxols: Gertrudis Romaguera Valls, pintora i professora a l'Escola d'Arts i Oficis de Sant Feliu[7]
- 14 de juny - Reus: Maria Ballvé Aguiló, professora i erudita reusenca.[8]
- 21 de juny,- Manlleu: Josep Guardiet i Pujol, sacerdot català assassinat el 1936.
- 27 de juny - Cristòfor de Domènec, escriptor, filòsof i crític català.
- 28 de juliol - Alacant: Gabriel Miró i Ferrer, escriptor valencià
- 12 d'agost - Barcelona: August Pi i Sunyer, fisiòleg, polític i dirigent esportiu català
- 15 d'agost - Sabadell: Josep Masllovet i Sanmiquel, músic i compositor català.
- 22 d'agost - Barcelona: Josep Pijoan i Soteras, arquitecte, historiador i crític d'art, assagista, poeta i agitador cultural[9]
- 31 d'agost - Vilanova i la Geltrú, Garraf: Eulàlia Rosell i Capdevila, destacada activista cultural i esperantista catalana[10]
- 1 de setembre - Artà: Margalida Estelrich Perelló, professora i escriptora mallorquina.[11]
- 29 de setembre - Sabadell: Santiago Segura i Burguès, marxant i promotor artístic català.
- 21 de novembre - Camprodon: Joaquim Claret i Vallès, escultor
- 2 de desembre - Vilanova i la Geltrú: Florenci Cornet Colomer, dramaturg.
- 6 de desembre - Sabadell: Francesc d'Assís Planas Doria, pintor català postimpressionista[12]
- Barcelona: Maria Pérez i Peix escultora catalana (m. 1994).[13]
- Trinitat Torné i Pujol, corredora de finques i pintora catalana (m.1945).[14]

Resta del món
- 21 de gener, Londres: Helen Gwynne-Vaughan, botànica i micòloga britànica (m. 1967).[15]
- 22 de gener: Francis Picabia, poeta i pintor francès
- 13 de febrer, Hyderabad: Sarojini Naidu, activista per la independència de l'Índia i poeta (m.1949).[16]
- 23 de febrer, Londres: Agnes Arber, botànica i historiadora de la ciència britànica[17]
- 26 de febrer: Brighton, Anglaterra: Frank Bridge, director d'orquestra i compositor anglès[18]
- 8 de març: Otto Hahn, químic alemany, Premi Nobel de Química
- 14 de març: Albert Einstein, físic alemany, Premi Nobel de Física[19]
- 15 de març: Landsberg an der Warthe: Marie Juchacz, reformadora social alemanya.[20]
- 17 de març, Xile: Javier Rengifo Gallardo, compositor xilè
- 20 de març, Ontario: Maud Menten, metgessa que feu importants contribucions a la cinètica enzimàtica i la histologia.[21]
- 3 d'abril - Ferrara, Itàlia: Tina Poli-Randaccio, soprano italiana (m. 1956).[22]
- 26 d'abril, Dewsbury, Anglaterra: Owen Willans Richardson, físic anglès. Premi Nobel de Física l'any 1928.[23]
- 19 de maig, Danville, Virginia: Nancy Astor, política britànica, primera dona a ocupar un escó en la Cambra dels Comuns del Parlament Britànic (m.1964).[24]
- 30 de maig, Londres, Anglaterra: Vanessa Bell, pintora i interiorista anglesa, part del grup de Bloomsbury[25]
- 13 de juny, Allegheny, Pennsilvània: Lois Weber, actriu de cinema mut, guionista, productora i directora cinematogràfica nord-americana (m. 1939).[26]
- 23 de juny, 
  - Sant Petersburg: Angelina Beloff, pintora i artista mexicana, amb orígens russos[27]
  - Menia, Egipte: Huda Sha'arawi, pionera del moviment feminista egipci i àrab (m. 1947).[28]
- 1 de juliol, París, França: Léon Jouhaux, sindicalista francès, Premi Nobel de la Pau de 1951[29]
- 5 de juliol:
  - Varsòvia, Polònia: Wanda Landowska, clavecinista, compositora, pianista i musicòloga[30]
  - Saint Louis, Missouri, EUA: Dwight F. Davis, polític i jugador de tennisestatunidenc. És famós per la creació de la Copa Davis[31]
- 9 de juliol:
  - Viena, Imperi Austrohongarès: Friedrich Adler, polític i revolucionari austríac[32]
  - Bolonya, Itàlia: Ottorino Respighi, compositor, musicòleg i violinista italià[33]
- 1 d'agost: Augusto Samuel Boyd, president de Panamà
- 8 d'agost, Anenecuilco, estat de Morelos: Emiliano Zapata, figura de la Revolució Mexicana[19]
- 15 d'agost, Filadèlfia, Pennsilvània, Estats Units: Ethel Barrymore, actriu estatunidenca[34]
- 31 d'agost, 
  - Viena, Àustria: Alma Marie Schindler, de casada Alma Mahler, pianista, compositora i pintora vienesa[35]
  - Riga, Imperi Rus: Ida Kerkovius, pintora, teixidora de tapissos i vitrallera alemanya.[36]
- 5 de setembre - Amsterdam: Jacoba Surie, aquarel·lista, artista gràfic, dibuixant, litògrafa i pintora neerlandesa[37]
- 6 de setembre: Joseph Wirth, canceller d'Alemanya[38]
- 2 d'octubre, Armidale, Nova Gal·les del Sud: Thea Proctor, artista modernista australiana.[39]
- 5 d'octubre. Baltimore, Maryland, EUA: Francis Peyton Rous, patòleg nord-americà, Premi Nobel de Medicina o Fisiologia de l'any 1966
- 9 d'octubre, Coblença (Alemanya): Max von Laue, professor universitari i físic alemany guardonat amb el Premi Nobel de Física l'any 1914.
- 31 d'octubre, Dublín, Irlanda: Sara Allgood, actriu d'origen irlandès, naturalitzada estatunidenca el 1945[40]
- 17 de novembre, Rosario, Santa Fe: Amanda Campodónico, cantant d'òpera argentina.[41]
- 18 de desembre, Münchenbuchsee, Suïssa: Paul Klee, pintor suís[42]

## Necrològiques
Països Catalans
- 13 de maig - Cadis: Joaquim Gatell i Folch, geògraf i explorador català (n. 1826).

Resta del món
- 8 de gener, Logronyo (La Rioja, Espanya) - Baldomero Espartero, militar espanyol.
- 26 de gener, Kalutara, Ceilan britànic: Julia Margaret Cameron, fotògrafa britànica (n. 1815).[43]
- 21 de febrer, Kabul (Afganistan): Xir Ali, emir de l'Afganistan (1863-1869) (n. 1825).[44]
- 23 de febrer - Albrecht Graf von Roon, primer ministre de Prússia (n. 1803).
- 16 d'abril, Nevers, França: Bernadeta Sobirós, santa catòlica (n. 1844).[45]
- 24 de maig, Nova York,(EUA): William Lloyd Garrison,abolicionista, periodista i reformador social nord-americà (n. 1805).[46]
- 7 de juliol - Kansas City, Missouri (EUA): George Caleb Bingham, pintorestatunidenc (n. 1811).[47]
- 26 d'octubre, Hyde Park, Massachusetts: Angelina Grimk, sufragista i abolicionista americana.[48]
- 5 de novembre - James Clerk Maxwell, físic anglés (n. 1831).
- Havelberg: E. F. Engelbrecht, organista i compositor alemany